# Снігірьов Олексій Анатолійович
Олексій Снігірьов (рос. Алексей Анатольевич Снигирёв; нар. 19 січня 1968, Псков, СРСР) — радянський та російський футболіст, нападник.

## Життєпис
Вихованець псковського «Машинобудівника», за який і почав виступати в 1985 році. У 1986-1988 грав за рязанський клуб «Сапфір»/«Торпедо», в 1989 повернувся в «Машинобудівник». За сезон у псковському клубі забив 8 м'ячів.
У 1989-1991 виступав у московському «Динамо», але за головну команду провів лише один матч і завершив сезон 1991 року в першій лізі в тюменському «Геолозі».
У 1992 році переїхав до України та підписав контракт рівненським «Вересом». Дебютував за рівненську команду 5 березня 1992 року в переможному (3:2) домашньому матчі 30-го туру підгрупи 1 першої ліги чемпіонату України проти дрогобицької «Галичини». Олексій вийшов на поле в стартовому складі, а на 85-ій хвилині його замінив Микола Коротков. Дебютним голом у футболці «Вереса» відзначився 2 вересня 1992 року на 39-ій хвилині нічийного (2:2) поєдинку 1/16 фіналу кубку України проти київського «Динамо-2». Снігірьов вийшов у стартовому складі та відіграв увесь поєдинок. Дебютним голом у вищій лізі чемпіонату України відзначився 13 вересня 1992 року на 23-ій хвилині переможного (2:0) домашнього матчу 5-го туру проти луганської «Зорі-МАЛС». Олексій вийшов на поле в стартовому складі та відіграв увесь поєдинок. Протягом свого перебування у рівненському клубі в чемпіонатах України зіграв 35 матчів та відзначився 16-ма голами, ще 3 поєдинки (2 голи) за «Верес» провів у кубку України. 
У 1993 році повернувся в Росію, де провів три матчі у вищій лізі за КамАЗ, сезон завершив у московському «Інтерросі». У клубі, який змінив назву спочатку на «Техінвест-М» (Московський), а потім на «Московський-Селятино» провів наступні два роки.
У 1995 році перейшов у московський «Локомотив». У першому ж матчі забив переможний м'яч у поєдинку проти «Динамо-Газовика». У 1997 році втратив місце в основному складі. Надалі грав за різні російські клуби нижчих ліг, білоруський «Німан» (Гродно) (2003-2004). Останнім часом грав за російські аматорські клуби «Троїцьк», «Сенеж».

## Досягнення
- Вища ліга чемпіонату Росії
  -  Срібний призер (1): 1995

- Кубок Росії
  -  Володар (1): 1995/96

- У 1998 році з 32 м'ячами став найкращим бомбардиром другого дивізіону[6].

- У 2004 році став найкращим бомбардиром ФК «Троїцьк»[7].